# 漸伸線
漸伸線（involute）(或稱漸開線(evolvent))和漸屈線（evolute）是曲線的微分幾何上互為表裡的概念。若曲線A是曲線B的漸伸線，曲線B是曲線A的漸屈線。
在曲線上選一定點S。有一動點P由S出發沿曲線移動，選在P的切線上的Q，使得曲線長SP  和直線段長PQ  相同。漸伸線就是Q的軌跡。
若曲線B有參數方程{\displaystyle r:\mathbb {R} \to \mathbb {R} ^{n}}，其中{\displaystyle |r^{\prime }(s)|=1}，曲線A的方程為{\displaystyle t\mapsto r(t)-tr^{\prime }(t)}。
曲線的漸屈線是該曲線每點的曲率中心的集。
若該曲線有參數方程{\displaystyle r:\mathbb {R} \to \mathbb {R} ^{n}}（{\displaystyle |r^{\prime }(s)|=1}），則其漸屈線為
{\displaystyle s\to r(s)+{r''(s) \over |r''(s)|^{2}}}。
每條曲線可有無窮多條漸伸線，但只有一條漸屈線。
| 漸屈線           | 漸伸線                 |
| ---------------- | ---------------------- |
| 懸鏈線           | 曳物線                 |
| 圓內螺線／外擺線 | 相似的圓內螺線／外擺線 |
| 擺線             | 相同的擺線             |
| 半立方拋物線     | 拋物線                 |

## 參數化曲線
漸開線方程曲線的參數化定義的函數( x(t) , y(t) ) 是:
{\displaystyle X[x,y]=x-{\frac {x'\int _{a}^{t}{\sqrt {x'^{2}+y'^{2}}}\,dt}{\sqrt {x'^{2}+y'^{2}}}}}

{\displaystyle Y[x,y]=y-{\frac {y'\int _{a}^{t}{\sqrt {x'^{2}+y'^{2}}}\,dt}{\sqrt {x'^{2}+y'^{2}}}}}

## 範例
|  |  |  |

### 圓的漸伸線
圓的漸伸線會形成一個類似阿基米德螺線的圖形。
- 在笛卡兒坐標系中，一個圓的漸開線的參數方程可以寫成：

{\displaystyle \,x=a\left(\cos \ t+t\sin \ t\right)}
{\displaystyle \,y=a\left(\sin \ t-t\cos \ t\right)}
其中{\displaystyle \,a}是圓的半徑，{\displaystyle \,t}為參數
- 在 極坐標系中， {\displaystyle \,r,\theta } 一個圓的漸開線的參數方程可以寫成：

{\displaystyle \,r=a\sec \alpha }
{\displaystyle \,\theta =\tan \alpha -\alpha }
其中 {\displaystyle \,a} 是圓的半徑 {\displaystyle \,\alpha }為參數
通常，一個圓的漸開線常被寫成寫成：
{\displaystyle \,r=a{\sqrt {1+t^{2}}}}
{\displaystyle \,\theta =\arctan {\frac {\cos t+t\sin t}{\sin t-t\cos t}}}.
歐拉建議使用圓的漸開線作為齒輪的形狀, 這個設計普遍存在於目前使用，稱為漸開線齒輪。

### 懸鏈線的漸開線
一個懸鏈線的漸開線 會通過此懸鏈線的頂點 ，形成曳物線。 在笛卡兒坐標系中，一個懸鏈線的漸開線的參數方程可以寫成：
{\displaystyle x=t-\mathrm {tanh} (t)\,}

{\displaystyle y=\mathrm {sech} (t)\,}

其中t 是參數，而sech是雙曲正割函數(1/cosh(x))
衍生
用{\displaystyle r(s)=(\sinh ^{-1}(s),\cosh(\sinh ^{-1}(s)))\,}
我們得到 {\displaystyle r^{\prime }(s)=(1,s)/{\sqrt {1+s^{2}}}\,}
且{\displaystyle r(t)-tr^{\prime }(t)=(\sinh ^{-1}(t)-t/{\sqrt {1+t^{2}}},1/{\sqrt {1+t^{2}}})}。
替代成{\displaystyle t={\sqrt {1-y^{2}}}/y}
可得到 {\displaystyle ({\rm {sech}}^{-1}(y)-{\sqrt {1-y^{2}}},y)}。

### 擺線的漸開線
一個 擺線的漸開線是另一個與它 全等的擺線 在笛卡兒坐標系中，一個擺線的漸開線的參數方程可以寫成：
{\displaystyle x=r(t-\sin(t))\,}
{\displaystyle y=r(1-\cos(t))\,}
其中t是角度，r是半徑

## 外部連結
- Xah: Special Plane Curves: Involute （页面存档备份，存于）, Evolute （页面存档备份，存于）
- Mathworld （页面存档备份，存于）